# Беларуска готика
Беларуската готика (на беларуски: беларуская готыка) е архитектурният стил на църковните сгради, построени през XV и XVI век в Беларус и части на Литва и Източна Полша.
Терминът се счита за продукт на беларуския национализъм и по тази причина се използва само от беларуски историци.
Въпреки че тези сгради имат характеристики, характерни за готическата архитектура, като възвишени кули, летящи копчета, заострени арки и сводести тавани, те също съдържат елементи, които обикновено не се считат за готически по централни и западноевропейски стандарти.

## История
С кръщението на великия княз Владимир Велики и „християнизацията“ на Киевска Рус архитектурата на региона бива силно повлияна от византийската архитектура.
През 13-ти и първите десетилетия на 14 век княжествата в днешен Беларус в крайна сметка са подчинени на Великото литовско херцогство. През XIV век херцогството става доминираща власт, а Литовските владетели започват да строят тухлени замъци и да създават църкви, също построени в готически стил. Контакти с тевтонския орден и Европа позволяват да се наемат опитни архитекти.
След Кревската уния през 1386 г., страните Полша и Литва се обединяват с лична уния, което предизвиква християнизация на Литва и увеличаване на комуникацията в Западна и Южна Европа.
През този период готическият стил достига до славянските райони, въпреки че в Централна и Южна Европа той вече е изместен от ренесансовата архитектура.
През 1346 г. е построена православната катедрала на Богородица във Вилнюс преди литовската държава да стане католическа.
- Примери
- Катедрала „Св.св. Борис и Глеб“,[2] Навагрудак, южна фасада
- Интериор на катедралата, снимка от 1930 г.
- Църква „Св. Михаил“[3][4], 1524 – 1527 г.
- Мирски замък (от 16 век)
- Катедрала, Вилнюс
- Църква на Супраславския манастир, Полша
- Църква „Свети Дух“ (1530 г.) в Коден, Полша, край р. Западен Буг

## Архитектура
Беларуската готика съчетава византийска, готическа и ренесансова архитектура. Въпреки че някои сгради имат северно-немски тухлен готически дизайн, други са измазани. Арките на прозореца са главно заострени. Повечето църкви имат оребрени сводове, но има и прости масивни стволове като тези в романската и византийската архитектура. Повечето са укрепени, с неф и малка кула на всеки ъгъл; други имат обикновена, висока западна камбанария.